# John du Royaume-Uni
Signature
Le prince John du Royaume-Uni (en anglais : John of the United Kingdom) est né le 12 juillet 1905 à Sandringham, dans le comté de Norfolk, et mort le 18 janvier 1919 dans le même lieu. Fils du roi George V et de la reine Mary, c'est un membre de la famille royale britannique surtout connu pour avoir souffert d'épilepsie, maladie dont il est mort à l'âge de 13 ans.
Au moment de sa naissance, le père de John est l'héritier présomptif du roi Édouard VII. George V accède au trône en 1910 tandis que John devient cinquième dans l'ordre de succession au trône britannique.
Diagnostiqué épileptique à l'âge de 4 ans, John connaît à partir de 1916 une dégradation de son état de santé et est envoyé vivre à Sandringham House, loin des regards du public. Laissé à la charge de sa gouvernante, John se lie d'amitié avec des enfants de la région, que sa mère a réunis pour lui tenir compagnie. Il meurt en 1919, à la suite d'une grave crise d'épilepsie. Sa maladie n'est révélée au grand public qu'après sa mort.
Caché pendant une partie de sa vie, John tombe peu à peu dans l'oubli et disparaît même de certains arbres généalogiques officiels. Ce n'est qu'à partir de 1998 que l'existence du prince est redécouverte et commence à intéresser les historiens. Sa courte vie a ainsi donné lieu à la réalisation d'un téléfilm, diffusé sur la BBC en 2003.

## Famille

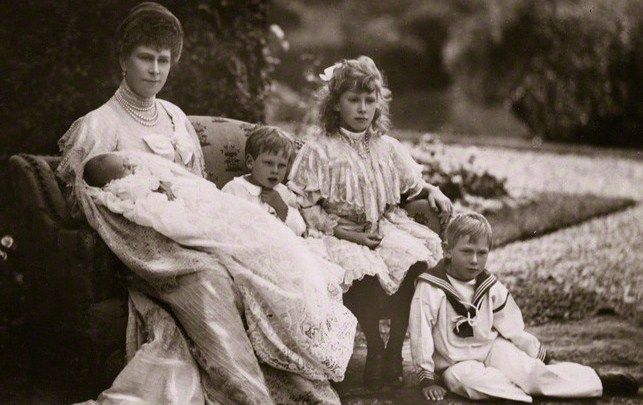
Le prince John, bébé, dans les bras de sa mère, la princesse Mary, et aux côtés de trois de ses frères et sœur : Mary, Henry et George (1905).

Le prince John est le plus jeune des six enfants du roi George V du Royaume-Uni (1865-1936) et de son épouse la princesse Mary de Teck (1867-1953). Par son père, il est donc le petit-fils du roi Édouard VII du Royaume-Uni (1841-1910), surnommé « l'oncle de l'Europe », et de son épouse la princesse Alexandra de Danemark (1844-1925), tandis que, par sa mère, il descend du duc François de Teck (1837-1900) et de son épouse la princesse Marie-Adélaïde de Cambridge (1833-1897).
John a ainsi la particularité généalogique d'être à la fois l'arrière-petit-fils de la reine Victoria du Royaume-Uni (1819-1901), surnommée « la grand-mère de l'Europe », et du roi Christian IX de Danemark (1818-1906), connu comme « le beau-père de l'Europe ». Il descend en outre, tant en ligne paternelle qu'en ligne maternelle, du roi George III du Royaume-Uni (1738-1820).
Frère de deux futurs souverains britanniques, Édouard VIII (1894-1972) et George VI (1895-1952), le prince John a également une sœur et deux autres frères aînés, la princesse Mary (1897-1965) et les princes Henry (1900-1974) et George (1902-1942).
Il est, par conséquent, l'oncle de la reine Élisabeth II du Royaume-Uni (1926-2022).

## Biographie

### Naissance et baptême

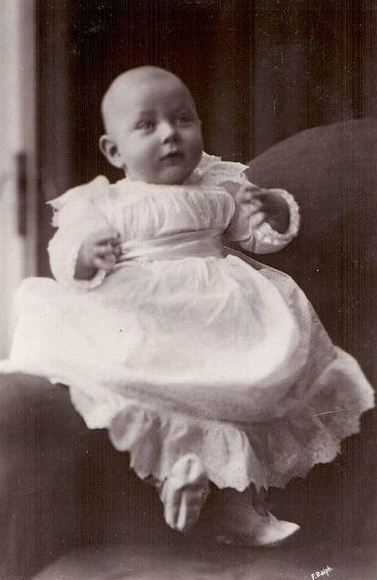
Le prince John en 1906.

John du Royaume-Uni naît le 12 juillet 1905, à 3 h 5 du matin, à York Cottage dans le domaine de Sandringham, dans le comté de Norfolk, sous le règne de son grand-père paternel, le roi Édouard VII. Au moment de sa naissance, son père George est prince de Galles et héritier présomptif du trône britannique. L'enfant est donc sixième dans l'ordre de succession au trône (après son père et ses quatre frères aînés). Prénommé John, nom pourtant considéré comme maudit au sein de la famille royale,, il est affectueusement surnommé « Johnnie ».
John est baptisé le 3 août 1905 à l'église paroissiale Sainte-Marie-Madeleine de Sandringham par le révérend chanoine John Neale Dalton (en). Il reçoit pour parrains et marraines, le roi Charles Ier de Portugal, le prince Carl de Danemark (futur Haakon VII de Norvège), le duc de Fife, le prince Jean de Schleswig-Holstein-Sonderbourg-Glücksbourg, le duc et la duchesse de Sparte et la princesse Alexander de Teck. Le prince de Galles est chargé de représenter le roi Charles Ier, le prince Carl, le prince Jean et le duc de Fife, tandis que la princesse Victoria Alexandra du Royaume-Uni représente la duchesse de Sparte et la princesse Alexander.

### Entre éducation et découverte de la maladie

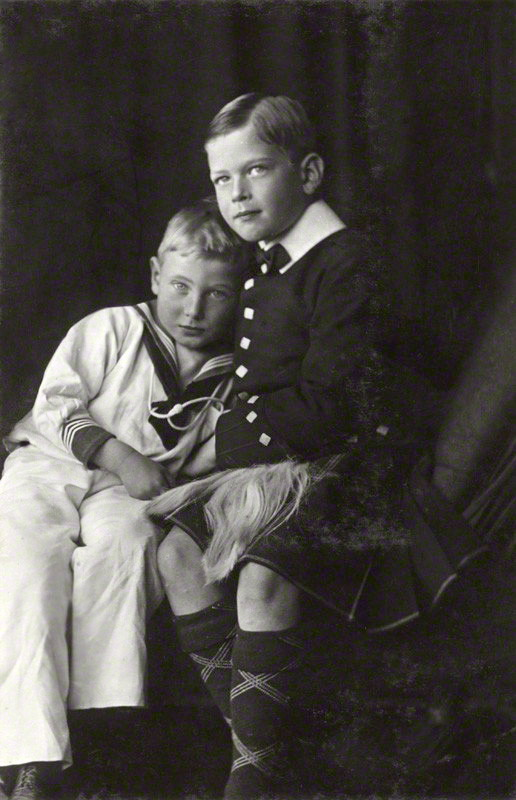
Le prince John et son frère George, photographiés par James Lafayette (1909).

John passe une grande partie de son enfance à Sandringham avec ses frères et sœur, Édouard, Albert, Mary, Henry et George, sous la garde de leur gouvernante Charlotte « Lala » Bill (en). Bien que très stricts, le prince George et la princesse Mary se révèlent des parents affectueux et incitent leurs enfants à se confier à eux. En 1909, la grand-tante de John, l'impératrice douairière Marie Fedorovna de Russie, écrit à son fils : « Les enfants de George sont très gentils […]. Les petits, George et Johnny, sont tous deux charmants et très amusants. » La princesse Alice, comtesse d'Athlone, tante de l'enfant, relate l'anecdote suivante : « Un soir, lorsqu'oncle George revint de la chasse, il se pencha sur tante May et l'embrassa, et ils entendirent Johnny murmurer : « Elle a embrassé Papa, le vilain vieillard ! » ». Dans le documentaire qu'il consacre au prince John (voir infra), Paul Tizley indique que George V lui-même aurait déclaré au président américain Theodore Roosevelt que « tous [ses] enfants [étaient] obéissants, sauf John », parce qu'il aurait été le seul parmi les enfants du monarque à échapper aux punitions de leur père.
Décrit par le biographe James Pope-Hennessy comme un bébé « grand et beau », John devient un enfant « charmant » mais « péniblement lent » au moment de son quatrième anniversaire. Il connaît la même année une première crise d'épilepsie, et développe bientôt des signes de handicap, souffrant probablement d'autisme ou de troubles de l'apprentissage. En 1910, le roi Édouard VII meurt et le prince de Galles, père de John, accède au trône. Devenu cinquième dans l'ordre de succession au trône britannique, l'enfant n'assiste pas au couronnement de ses parents, le 22 juin 1911, car sa présence est jugée trop risquée pour sa santé ; certains commentateurs affirment a posteriori que la famille royale craignait que sa réputation ne soit entachée par un quelconque incident impliquant le jeune prince. Bien que John ne soit pas jugé « présentable au monde extérieur », le roi George V s'occupe malgré tout de son fils, lui offrant « gentillesse et affection ».
En 1912, le prince George, frère le plus proche de John, entre à l'école préparatoire St Peter's Court (en) à Broadstairs. L'été suivant, The Times rapporte que John ne fréquentera pas St Peter's Court et que ses parents n'ont pas encore décidé de l'envoyer à l'école. Après le début de la Première Guerre mondiale, il ne voit que rarement ses parents, qui sont souvent en représentation officielle, ou ses frères et sœur, qui se trouvent soit au pensionnat, soit dans l'armée. Peu à peu, il disparaît de la scène publique et aucun portrait officiel du jeune prince n'est commandé à partir de 1913.

### Mise à l'écart et isolement à Wood Farm

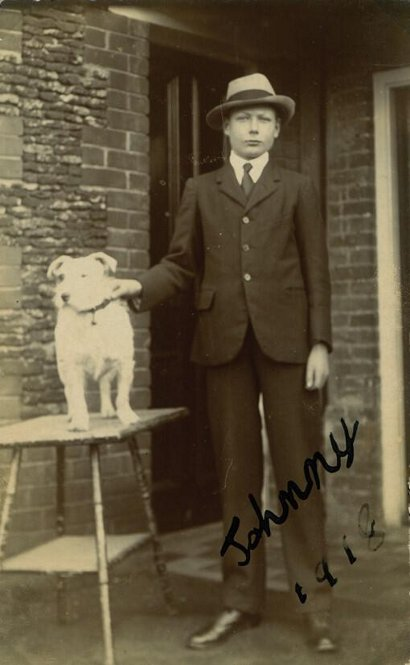
Le prince John avec son chien en 1918.

En 1916, ses crises d'épilepsie devenant de plus en plus fréquentes et graves, John est envoyé vivre à Wood Farm, une ancienne ferme située sur le domaine de Sandringham, propriété de la famille royale britannique. Confié aux soins de sa gouvernante Charlotte Bill, il s'intéresse au monde qui l'entoure et est capable de développer une pensée et une expression cohérentes. L'éducation formelle du prince prend pourtant fin lorsque le dernier de ses tuteurs est remercié, alors que les médecins estiment peu probable qu'il atteigne l'âge adulte.
Selon l'historien Denis Judd, le prince John devient à Wood Farm « un satellite avec sa propre petite maison dans une ferme isolée du domaine de Sandringham […]. Les invités […] se souviennent de lui durant la Grande Guerre comme d'un garçon grand et musclé, mais toujours comme d'une silhouette lointaine aperçue dans les bois, escortée par ses propres serviteurs ». Sa grand-mère, la reine Alexandra, entretient à son intention un petit jardin à Sandringham House qui devient alors « l'un des grands plaisirs de [sa] vie ».
Après l'été 1916, John, confié uniquement à Charlotte Bill, est rarement vu en dehors du domaine de Sandringham. Après que la reine Alexandra a écrit que John « est très fier de sa maison mais qu'il a envie d'un compagnon », la reine Mary fait venir des enfants de la région pour qu'ils soient ses compagnons de jeu, rompant avec la pratique royale. L'une d'entre eux se nomme Winifred Thomas, une jeune fille d'Halifax, envoyée chez sa tante et son oncle (chargés des écuries royales à Sandringham) dans l'espoir de guérir son asthme. John et Winifred se sont rencontrés avant la Guerre ; devenus proches, ils s'adonnent à des promenades dans la nature et travaillent ensemble dans le jardin de la reine Alexandra. John joue également avec ses frères et sa sœur lorsqu'ils viennent le voir : un jour, lors d'une visite de ses deux frères aînés, le prince Édouard « l'a emmené faire une course dans une sorte de charrette, et ils ont tous deux disparu de la circulation ».

### Décès prématuré et inhumation

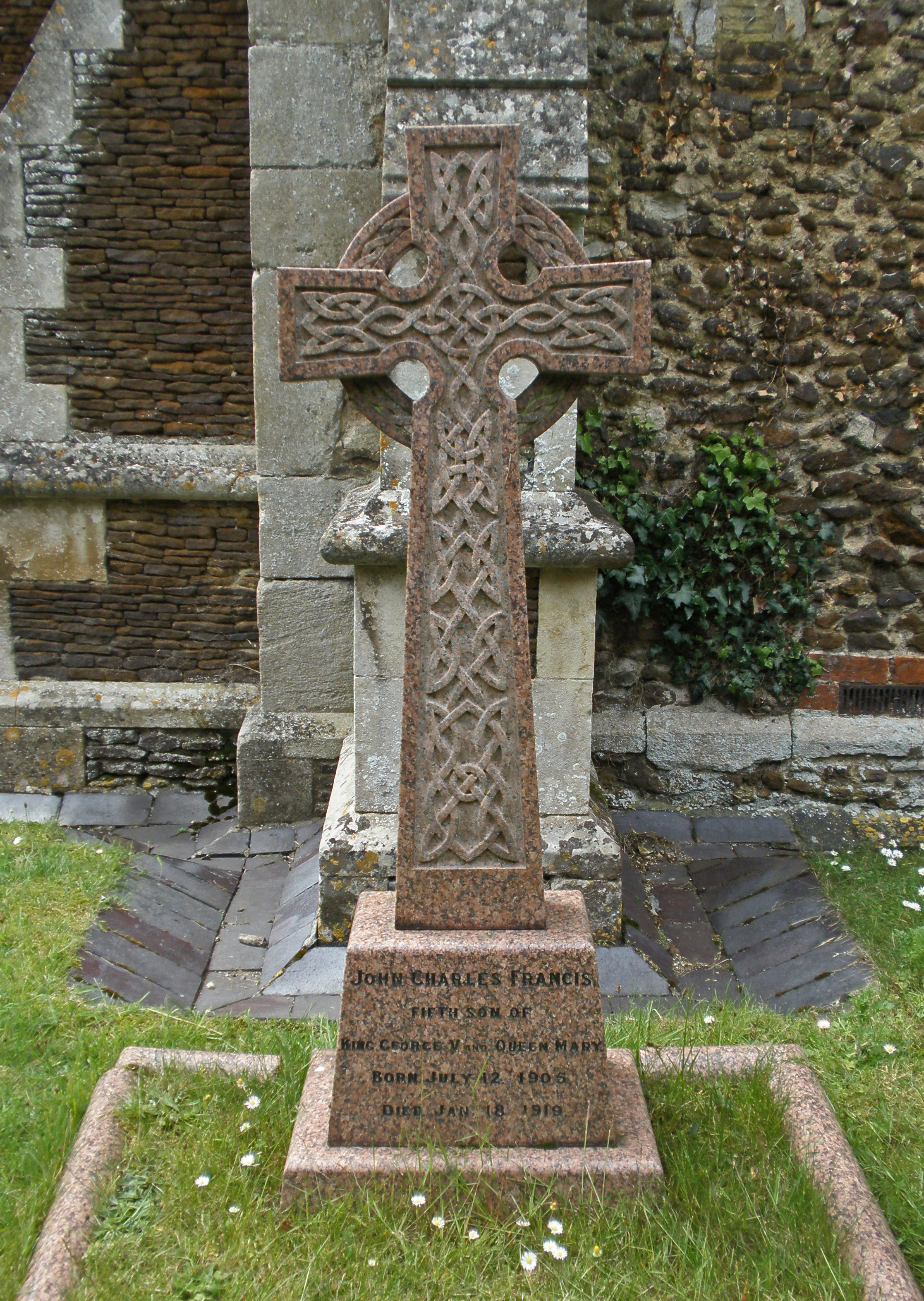
Tombe du prince John à Sandringham (2019).

Au fil des années, les crises d'épilepsie de John s'intensifient, au point que Charlotte Bill n'ose plus le laisser avec ses frères et sœur. Denis Judd estime que « l'isolement et « l'anormalité » de John ont dû perturber ses frères et sœur » car il était « un petit garçon sympathique et extraverti, très aimé de ses frères et sœur, une sorte de mascotte pour la famille ». En 1918, le prince John passe le jour de Noël avec sa famille à Sandringham House, avant d'être ramené à Wood Farm dans la nuit.
Quelques jours plus tard, le 18 janvier 1919, après une nouvelle crise d'épilepsie, le prince John meurt dans son sommeil à Wood Farm à 17 h 30. Sa mère, la reine Mary, écrit dans son journal intime que la nouvelle a été « un grand choc, mais pour l'âme agitée du pauvre petit garçon, elle a été un grand soulagement ». Le roi George V décrit quant à lui la mort de son fils comme « la plus grande miséricorde possible ».

Le 20 janvier 1919, The Daily Mirror mentionne pour la première fois la maladie de John. L'article indique aussi que « lorsque le prince s'est éteint, son visage arborait un sourire angélique ». Les funérailles du prince sont célébrées par John Neale Dalton (en), à l'église Sainte-Marie-Madeleine de Sandringham, le 21 janvier. À propos de la cérémonie, la reine Mary écrit : 
« Canon Dalton & Dr Brownhill [John's physician] conducted the service which was awfully sad and touching. Many of our own people and the villagers were present. We thanked all Johnnie's servants who have been so good and faithful to him. »
— Poliakoff 2003, p. LXIII.
        
« Le chanoine Dalton et le Dr Brownhill [le médecin de John] ont dirigé le service qui était terriblement triste et émouvant. Beaucoup de nos concitoyens et de villageois étaient présents. Nous avons remercié tous les serviteurs de Johnnie qui ont été si bons et si fidèles à son égard. »
Le prince est inhumé dans le petit cimetière de l'église Sainte-Marie-Madeleine. La reine Alexandra écrit à la reine Mary que « désormais, [leurs] deux chers Johnnies reposent côte à côte », se référant à son fils cadet, le prince Alexandre-John, mort le lendemain de sa naissance en 1871 et également enterré dans ce cimetière.

## Postérité

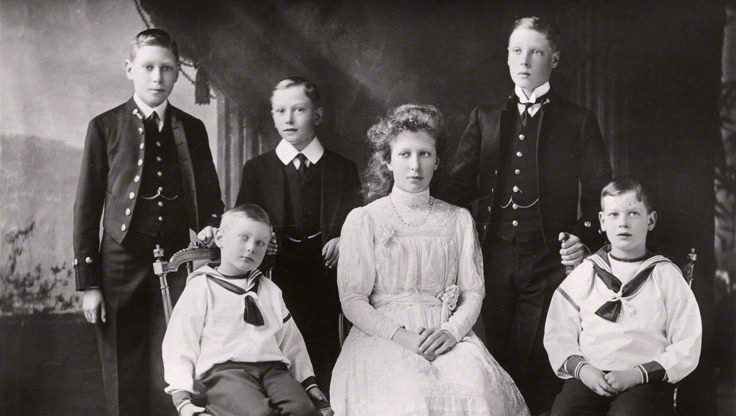
Les enfants de George V en 1910. De gauche à droite, apparaissent le prince Albert, le prince John, le prince Henry, la princesse Mary, le prince Édouard et le prince George.

Le prince Édouard considère la mort de son petit frère comme « à peine plus qu'une regrettable nuisance ». Il adresse à sa mère, la reine Mary, une lettre insensible qui est ensuite perdue. La souveraine ne lui répond pas mais le prince lui écrit plus tard une lettre d'excuses. Quoi qu'il en soit, le prince Édouard n'est pas présent aux obsèques de son frère, George V l'ayant obligé à poursuivre sa visite des troupes britanniques stationnées en Belgique.
Dans la dernière mention qu'elle fait de John dans son journal, Mary écrit simplement que « ce cher enfant nous manque beaucoup ». La reine offre à Winifred Thomas plusieurs livres de John, sur lesquels elle a inscrit : « En souvenir de notre cher petit prince ». Charlotte Bill conserve un portrait de John au-dessus de sa cheminée, ainsi qu'une lettre disant : « Nanny, je t'aime ».
Après sa mort, John tombe peu à peu dans l'oubli, au point que son nom est même éliminé de certains arbres généalogiques officiels. En 1998, la découverte de deux albums photographiques de la famille royale porte son existence à l'attention du grand public. Aussi, certains historiens s'attèlent à retracer les étapes de sa courte vie. Certains d'entre eux affirment que la famille royale était « effrayée et honteuse de la maladie de John » et pointent du doigt l'isolement imposé par le roi George V et la reine Mary à leur benjamin.
Pourtant, d'autres historiens justifient cette décision par le fait que l'épilepsie était, au début du XXe siècle, une maladie méconnue, tandis que l'Association britannique de l'épilepsie indique : « Il n'y avait rien d'inhabituel dans ce que [le roi et la reine] ont fait. À l'époque, les personnes atteintes d'épilepsie étaient mises à l'écart du reste de la communauté. Elles étaient souvent placées dans des colonies pour épileptiques ou des institutions psychiatriques. On pensait qu'il s'agissait d'une forme de maladie mentale. »

## Dans la culture
La vie du prince John a fait l'objet d'un téléfilm en deux parties, The Lost Prince (en), réalisé par Stephen Poliakoff et diffusé sur la BBC en 2003.
Une brève allusion à John et à sa maladie est faite dans l'épisode « Le Principe héréditaire » (saison 4, épisode 7) de la série américano-britannique The Crown (2020).

## Titulature
- 12 juillet 1905 – 6 mai 1910 : Son Altesse Royale le prince John de Galles[e] (naissance) ;
- 6 mai 1910 – 18 janvier 1919 : Son Altesse Royale le prince John (avènement de George V).

## Quartiers du prince John
|  |                                                                      |  |  |  |  |  |  |  |  |  |  |  |  |  |  |  |
|  | 16. Ernest Ier de Saxe-Cobourg et Gotha                              |  |  |  |  |  |  |  |  |  |  |  |  |  |  |  |
|  |                                                                      |  |  |  |  |  |  |  |  |  |  |  |  |  |  |  |
|  |                                                                      |  |  |  |  |  |  |  |  |  |  |  |  |  |  |  |
|  | 8. Albert de Saxe-Cobourg-Gotha                                      |  |  |  |  |  |  |  |  |  |  |  |  |  |  |  |
|  |                                                                      |  |  |  |  |  |  |  |  |  |  |  |  |  |  |  |
|  |                                                                      |  |  |  |  |  |  |  |  |  |  |  |  |  |  |  |
|  | 17. Louise de Saxe-Gotha-Altenbourg                                  |  |  |  |  |  |  |  |  |  |  |  |  |  |  |  |
|  |                                                                      |  |  |  |  |  |  |  |  |  |  |  |  |  |  |  |
|  |                                                                      |  |  |  |  |  |  |  |  |  |  |  |  |  |  |  |
|  | 4. Édouard VII du Royaume-Uni                                        |  |  |  |  |  |  |  |  |  |  |  |  |  |  |  |
|  |                                                                      |  |  |  |  |  |  |  |  |  |  |  |  |  |  |  |
|  |                                                                      |  |  |  |  |  |  |  |  |  |  |  |  |  |  |  |
|  | 18. Édouard-Auguste de Kent                                          |  |  |  |  |  |  |  |  |  |  |  |  |  |  |  |
|  |                                                                      |  |  |  |  |  |  |  |  |  |  |  |  |  |  |  |
|  |                                                                      |  |  |  |  |  |  |  |  |  |  |  |  |  |  |  |
|  | 9. Victoria du Royaume-Uni                                           |  |  |  |  |  |  |  |  |  |  |  |  |  |  |  |
|  |                                                                      |  |  |  |  |  |  |  |  |  |  |  |  |  |  |  |
|  |                                                                      |  |  |  |  |  |  |  |  |  |  |  |  |  |  |  |
|  | 19. Victoire de Saxe-Cobourg-Saalfeld                                |  |  |  |  |  |  |  |  |  |  |  |  |  |  |  |
|  |                                                                      |  |  |  |  |  |  |  |  |  |  |  |  |  |  |  |
|  |                                                                      |  |  |  |  |  |  |  |  |  |  |  |  |  |  |  |
|  | 2. George V du Royaume-Uni                                           |  |  |  |  |  |  |  |  |  |  |  |  |  |  |  |
|  |                                                                      |  |  |  |  |  |  |  |  |  |  |  |  |  |  |  |
|  |                                                                      |  |  |  |  |  |  |  |  |  |  |  |  |  |  |  |
|  | 20. Frédéric-Guillaume de Schleswig-Holstein-Sonderbourg-Glücksbourg |  |  |  |  |  |  |  |  |  |  |  |  |  |  |  |
|  |                                                                      |  |  |  |  |  |  |  |  |  |  |  |  |  |  |  |
|  |                                                                      |  |  |  |  |  |  |  |  |  |  |  |  |  |  |  |
|  | 10. Christian IX de Danemark                                         |  |  |  |  |  |  |  |  |  |  |  |  |  |  |  |
|  |                                                                      |  |  |  |  |  |  |  |  |  |  |  |  |  |  |  |
|  |                                                                      |  |  |  |  |  |  |  |  |  |  |  |  |  |  |  |
|  | 21. Louise-Caroline de Hesse-Cassel                                  |  |  |  |  |  |  |  |  |  |  |  |  |  |  |  |
|  |                                                                      |  |  |  |  |  |  |  |  |  |  |  |  |  |  |  |
|  |                                                                      |  |  |  |  |  |  |  |  |  |  |  |  |  |  |  |
|  | 5. Alexandra de Danemark                                             |  |  |  |  |  |  |  |  |  |  |  |  |  |  |  |
|  |                                                                      |  |  |  |  |  |  |  |  |  |  |  |  |  |  |  |
|  |                                                                      |  |  |  |  |  |  |  |  |  |  |  |  |  |  |  |
|  | 22. Guillaume de Hesse-Cassel-Rumpenheim                             |  |  |  |  |  |  |  |  |  |  |  |  |  |  |  |
|  |                                                                      |  |  |  |  |  |  |  |  |  |  |  |  |  |  |  |
|  |                                                                      |  |  |  |  |  |  |  |  |  |  |  |  |  |  |  |
|  | 11. Louise de Hesse-Cassel                                           |  |  |  |  |  |  |  |  |  |  |  |  |  |  |  |
|  |                                                                      |  |  |  |  |  |  |  |  |  |  |  |  |  |  |  |
|  |                                                                      |  |  |  |  |  |  |  |  |  |  |  |  |  |  |  |
|  | 23. Louise-Charlotte de Danemark                                     |  |  |  |  |  |  |  |  |  |  |  |  |  |  |  |
|  |                                                                      |  |  |  |  |  |  |  |  |  |  |  |  |  |  |  |
|  |                                                                      |  |  |  |  |  |  |  |  |  |  |  |  |  |  |  |
|  | 1. John du Royaume-Uni                                               |  |  |  |  |  |  |  |  |  |  |  |  |  |  |  |
|  |                                                                      |  |  |  |  |  |  |  |  |  |  |  |  |  |  |  |
|  |                                                                      |  |  |  |  |  |  |  |  |  |  |  |  |  |  |  |
|  | 24. Louis-Frédéric de Wurtemberg                                     |  |  |  |  |  |  |  |  |  |  |  |  |  |  |  |
|  |                                                                      |  |  |  |  |  |  |  |  |  |  |  |  |  |  |  |
|  |                                                                      |  |  |  |  |  |  |  |  |  |  |  |  |  |  |  |
|  | 12. Alexandre de Wurtemberg                                          |  |  |  |  |  |  |  |  |  |  |  |  |  |  |  |
|  |                                                                      |  |  |  |  |  |  |  |  |  |  |  |  |  |  |  |
|  |                                                                      |  |  |  |  |  |  |  |  |  |  |  |  |  |  |  |
|  | 25. Henriette de Nassau-Weilbourg                                    |  |  |  |  |  |  |  |  |  |  |  |  |  |  |  |
|  |                                                                      |  |  |  |  |  |  |  |  |  |  |  |  |  |  |  |
|  |                                                                      |  |  |  |  |  |  |  |  |  |  |  |  |  |  |  |
|  | 6. François de Teck                                                  |  |  |  |  |  |  |  |  |  |  |  |  |  |  |  |
|  |                                                                      |  |  |  |  |  |  |  |  |  |  |  |  |  |  |  |
|  |                                                                      |  |  |  |  |  |  |  |  |  |  |  |  |  |  |  |
|  | 26. László Rhédey de Kis-Rhéde                                       |  |  |  |  |  |  |  |  |  |  |  |  |  |  |  |
|  |                                                                      |  |  |  |  |  |  |  |  |  |  |  |  |  |  |  |
|  |                                                                      |  |  |  |  |  |  |  |  |  |  |  |  |  |  |  |
|  | 13. Claudine Rhédey de Kis-Rhéde                                     |  |  |  |  |  |  |  |  |  |  |  |  |  |  |  |
|  |                                                                      |  |  |  |  |  |  |  |  |  |  |  |  |  |  |  |
|  |                                                                      |  |  |  |  |  |  |  |  |  |  |  |  |  |  |  |
|  | 27. Agnès Inczédy de Nagy-Várad                                      |  |  |  |  |  |  |  |  |  |  |  |  |  |  |  |
|  |                                                                      |  |  |  |  |  |  |  |  |  |  |  |  |  |  |  |
|  |                                                                      |  |  |  |  |  |  |  |  |  |  |  |  |  |  |  |
|  | 3. Mary de Teck                                                      |  |  |  |  |  |  |  |  |  |  |  |  |  |  |  |
|  |                                                                      |  |  |  |  |  |  |  |  |  |  |  |  |  |  |  |
|  |                                                                      |  |  |  |  |  |  |  |  |  |  |  |  |  |  |  |
|  | 28. George III du Royaume-Uni                                        |  |  |  |  |  |  |  |  |  |  |  |  |  |  |  |
|  |                                                                      |  |  |  |  |  |  |  |  |  |  |  |  |  |  |  |
|  |                                                                      |  |  |  |  |  |  |  |  |  |  |  |  |  |  |  |
|  | 14. Adolphe de Cambridge                                             |  |  |  |  |  |  |  |  |  |  |  |  |  |  |  |
|  |                                                                      |  |  |  |  |  |  |  |  |  |  |  |  |  |  |  |
|  |                                                                      |  |  |  |  |  |  |  |  |  |  |  |  |  |  |  |
|  | 29. Charlotte de Mecklembourg-Strelitz                               |  |  |  |  |  |  |  |  |  |  |  |  |  |  |  |
|  |                                                                      |  |  |  |  |  |  |  |  |  |  |  |  |  |  |  |
|  |                                                                      |  |  |  |  |  |  |  |  |  |  |  |  |  |  |  |
|  | 7. Marie-Adélaïde de Cambridge                                       |  |  |  |  |  |  |  |  |  |  |  |  |  |  |  |
|  |                                                                      |  |  |  |  |  |  |  |  |  |  |  |  |  |  |  |
|  |                                                                      |  |  |  |  |  |  |  |  |  |  |  |  |  |  |  |
|  | 30. Frédéric de Hesse-Cassel                                         |  |  |  |  |  |  |  |  |  |  |  |  |  |  |  |
|  |                                                                      |  |  |  |  |  |  |  |  |  |  |  |  |  |  |  |
|  |                                                                      |  |  |  |  |  |  |  |  |  |  |  |  |  |  |  |
|  | 15. Augusta de Hesse-Cassel                                          |  |  |  |  |  |  |  |  |  |  |  |  |  |  |  |
|  |                                                                      |  |  |  |  |  |  |  |  |  |  |  |  |  |  |  |
|  |                                                                      |  |  |  |  |  |  |  |  |  |  |  |  |  |  |  |
|  | 31. Caroline de Nassau-Usingen                                       |  |  |  |  |  |  |  |  |  |  |  |  |  |  |  |
|  |                                                                      |  |  |  |  |  |  |  |  |  |  |  |  |  |  |  |
|  |                                                                      |  |  |  |  |  |  |  |  |  |  |  |  |  |  |  |

### Sur le prince John
- (en) Stephen Poliakoff, The Lost Prince, Londres, Methuen Publishing, 2003, 179 p. (ISBN 0-413-77307-8).
- (en) K.D. Reynolds, « John, Prince (1905-1919) », dans Oxford Dictionary of National Biography, Oxford University Press, 2004 (lire en ligne ).
- (en) Charlotte Zeepvat, « Reflections on 'The Lost Prince' », Royalty Digest, vol. XII, no 141,‎ février 2003, p. 1-5 (ISSN 1653-5219).

### Sur la famille royale britannique en général
- (en) Marlene A. Eilers, Queen Victoria's Descendants, Baltimore, Genealogical Publishing Company, 1987, 235 p. (ISBN 0-8063-1202-5).
- (en) Raymond Lamont-Brown, Royal Poxes & Potions, Londres, Sutton Publishing, 2003, 320 p. (ISBN 978-0-750-93184-7).
- (en) Kenneth J. Panton, Historical Dictionary of the British Monarchy, Plymouth, Scarecrow Press, 2011, 1186 p. (ISBN 978-0-8108-5779-7).
- (en) John Van der Kiste, George V's Children, Londres, Alan Sutton, 1991, 193 p. (ISBN 0-86299-816-6).
- (en) Alison Weir, Britain's Royal Families : The Complete Genealogy, Londres, Vintage Books, 2008, 391 p. (ISBN 978-0-099-53973-5).
- (en) Catherine Whitney, The Women of Windsor, Londres, HarperCollins, 2009, 252 p. (ISBN 978-0-06-076584-2, lire en ligne ).

### Biographies de membres de la famille royale
- (en) Anne Edwards, Matriarch : Queen Mary and the House of Windsor, New York, Quill, 1986, 527 p. (ISBN 0-688-06272-5).
- (en) Denis Judd, King George VI, 1895-1952, Londres, I.B. Tauris, 2012, 283 p. (ISBN 978-1-78076-071-1, lire en ligne ).
- (en) James Pope-Hennessy, Queen Mary, 1867-1953, Londres, G. Allen and Unwin, 1959, 685 p. (OCLC 1027299, lire en ligne ).
- (en) Philip Ziegler, King Edward VIII : The Official Biography, Londres, Collins, 1991, 654 p. (ISBN 0-00-215741-1).

### Souvenirs et correspondance
- (en) Princess Alice, Countess of Athlone, For My Grandchildren, Londres, Evans, 1966, 306 p. (OCLC 781603821).
- (en) Edward J. Bing, The Letters of Tsar Nicholas and Empress Marie, Londres, Nicholson and Watson, 1937, 311 p. (OCLC 499208369).

## Documentaire
- (en) Prince John : The Windsors' Tragic Secret de Paul  Tizley, Blakeway Associates, 2008, 48 minutes.

### Bases de données et dictionnaires
- Ressource relative aux beaux-arts :   - National Portrait Gallery
- Notice dans un dictionnaire ou une encyclopédie généraliste :   - Oxford Dictionary of National Biography
- Notices d'autorité :   - VIAF
  - ISNI
  - BnF (données)
  - LCCN
  - Pays-Bas
  - WorldCat

### Autres liens externes
- (en) Paul Vallely et John Lichfield, « Royal Albums Revealed : the Lost Prince of the House of Windsor », The Independent,‎ 11 février 1998 (lire en ligne).
- (en) « Prince John : The Windsor’s Tragic Secret », sur The Royal Watcher, 18 janvier 2019 (consulté le 19 janvier 2025).